# C'mon and Love Me
«C'mon and Love Me» es el segundo sencillo del álbum Dressed to Kill de la banda Kiss. En esta canción, Paul Stanley toma la batuta en la guitarra líder en vez de Ace Frehley. Según Paul la letra es autobiográfica y hablando sobre el estilo de vida que estaba llevando en ese momento. Se convirtió en una de las favoritas del público y de difusión un habitual en sus conciertos en los años 1970.

## Créditos
- Paul Stanley - voz, guitarra
- Gene Simmons - bajo, voz
- Peter Criss - batería
- Ace Frehley - guitarra